# Шивр Вал
Шивр Вал (фр. Chivres-Val) насеље је и општина у североисточној Француској у региону Пикардија, у департману Ен (Пикардија) која припада префектури Соасон.
По подацима из 2011. године у општини је живело 584 становника, а густина насељености је износила 105,42 становника/km². Општина се простире на површини од 5,54 km². Налази се на средњој надморској висини од 90 метара (максималној 168 m, а минималној 54 m).

## Демографија
| 1962. | 1968. | 1975. | 1982. | 1990. | 1999. | 2011. |
| ----- | ----- | ----- | ----- | ----- | ----- | ----- |
| 345   | 385   | 471   | 501   | 596   | 575   | 584   |

График промене броја становника у току последњих година